# Марада
Вовчиця Марада (англ. Marada the She-Wolf) — вигадана персонажка фентезійних коміксів, створена для американського видавництва Marvel Comics сценаристом Крісом Клермонтом і художником Джоном Болтоном.

## Історія публікації
Марада вперше з'являється в коміксі «Epic Illustrated» #10 (лютий 1982).
У «New Mutants» #32 вона зустрічає жінку, на ім'я Ашаке, а в «Giant-Size Dracula» #2 — демона, на ім'я І'Ґарон, що з'являється в графічному романі.
Роками пізніше вона була офіційно інтегрована в основний всесвіт Marvel. В «Official Handbook of the Marvel Universe» є підтвердження, що Ашаке, яку бачила Марада, є родичкою Ашаке з Нових мутантів, що робить її пращуркою Шторм.

## Вигадана біографія
Пригоди Маради — це суміш фентезі та історії, розказані з дорослої точки зору. Разом зі своєю подругою, принцесою Аріанрод, вона бореться проти злих демонів, чаклунів, відьом та інших фантастичних істот, а також проти загроз, яких може очікувати жінка у світі, де правлять чоловіки.